# Erquinghem-Lys
Erquinghem-Lys [ɛʁkɛ̃ɡɛm lis] (Erkegem aan de Leie en Flamand Occidentale) est une commune française, située dans le département du Nord en région Hauts-de-France.

## Géographie

### Situation
La commune se situe sur la Becque du Biez à 15,9 km au nord-ouest de Lille (23 km par la route), localisée aux confins du pays des Weppes, en Flandre romane.

### Environnement
La commune est drainée et irriguée par la Lys canalisée et par des éléments de bras-mort (ancien méandre) laissés par le recalibrage de ce cours d'eau lorsqu'il a été mis au gabarit Freycinet (en 1967). Les restes de l'ancienne boucle d'Erquinghem-Lys de la Lyls-rivière sont encore considérés comme écologiquement intéressants : Selon un diagnostic écologique piloté par VNF si la diversité floristique des berges du bras mort d'Erquinghem-Lys est faible (situation aggravée par des berges artificiellement conservées comme trop abruptes, et en partie liée à une strate arborescente dense qui (le castor ayant depuis longtemps disparu) freine le développement des espèces hélophytiques basses, selon la même étude l'intérieur de la boucle est faunistiquement très intéressant, grâce à son caractère de zone humide encore inondable, située dans le lit majeur de La Lys. Là sur de 70 hectares, 46 ha ont une vocation agricole extensive (prairies de fauche sur 32 ha, prairies pâturées pour 14 ha) et plus intensive sur 23 ha de cultures.
Cette richesse a justifié un classement en ZNIEFF et en Zone Humide d'intérêt Environnemental Particulier dans le SDAGE (Schéma Directeur d'Aménagement et de Gestion des Eaux) du bassin versant de la Lys. C'est en quelque sorte une relique du système alluvial de la basse vallée de la Lys.
Ce milieu autrefois riche en saumons, truites de mer, lamproies et anguilles venus de l'Escaut, abrite encore quelques espèces protégées en région (ex : phragmite des joncs, le râle d'eau ou agrion joli). 
La qualité de l'eau de la Lys est encore médiocre, de même que celle des sédiments, mais la situation tend à s'améliorer, au moins pour certains paramètres. 
Une frayère à brochet y a été reconstituée au début des années 2010 sur près de 14 000 m² (incluant près de 9 000 m² inondable), caractérisée par 50 à 70 cm de fond lors des crues, aux berges en pente douces et dotés d'îlots.

### Communes limitrophes

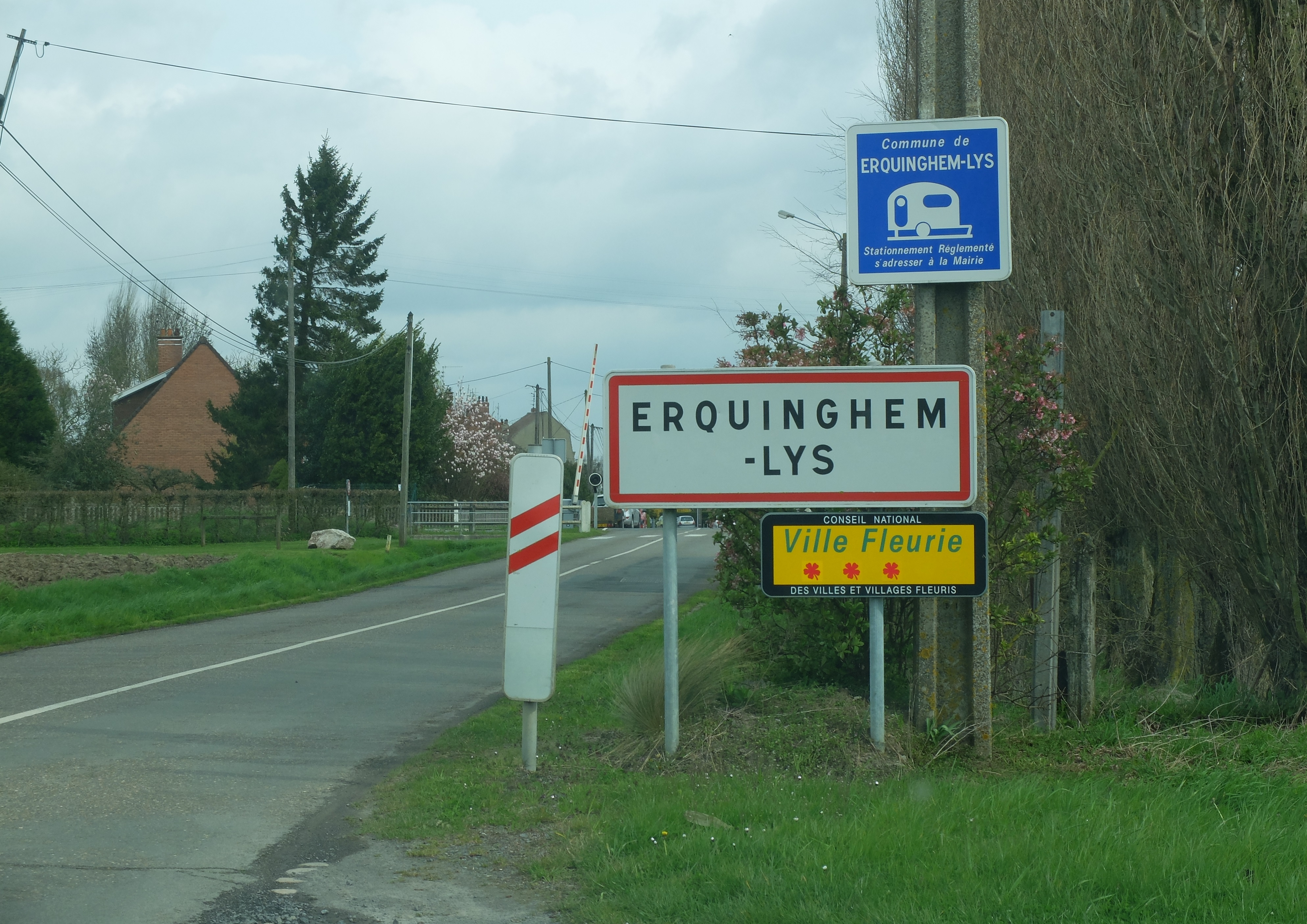
Une entrée de la commune.

|                   | Nieppe         | Armentières               |
| Steenwerck        | Erquinghem-Lys | La Chapelle-d'Armentières |
| Sailly-sur-la-Lys | Fleurbaix      | Bois-Grenier              |

### Hydrographie

#### Réseau hydrographique
La commune est située dans le bassin Artois-Picardie. Elle est drainée par la Becque du biez, la rivière  la Vieille Lys et divers autres petits cours d'eau,.
La Lys, d'une longueur de 134 km en France, prend sa source dans la commune de Lisbourg, à l'altitude de 114,7 mètres, et se jette dans l'Escaut à Gand à 4,45 mètres d'altitude. Les caractéristiques hydrologiques de la Lys sont données par la station hydrologique située sur la commune. Le débit moyen mensuel est de 11,1 m3/s. Le débit moyen journalier maximum est de 9 526 décembre 199 394,6 m3/s, atteint le 28 décembre 2012.

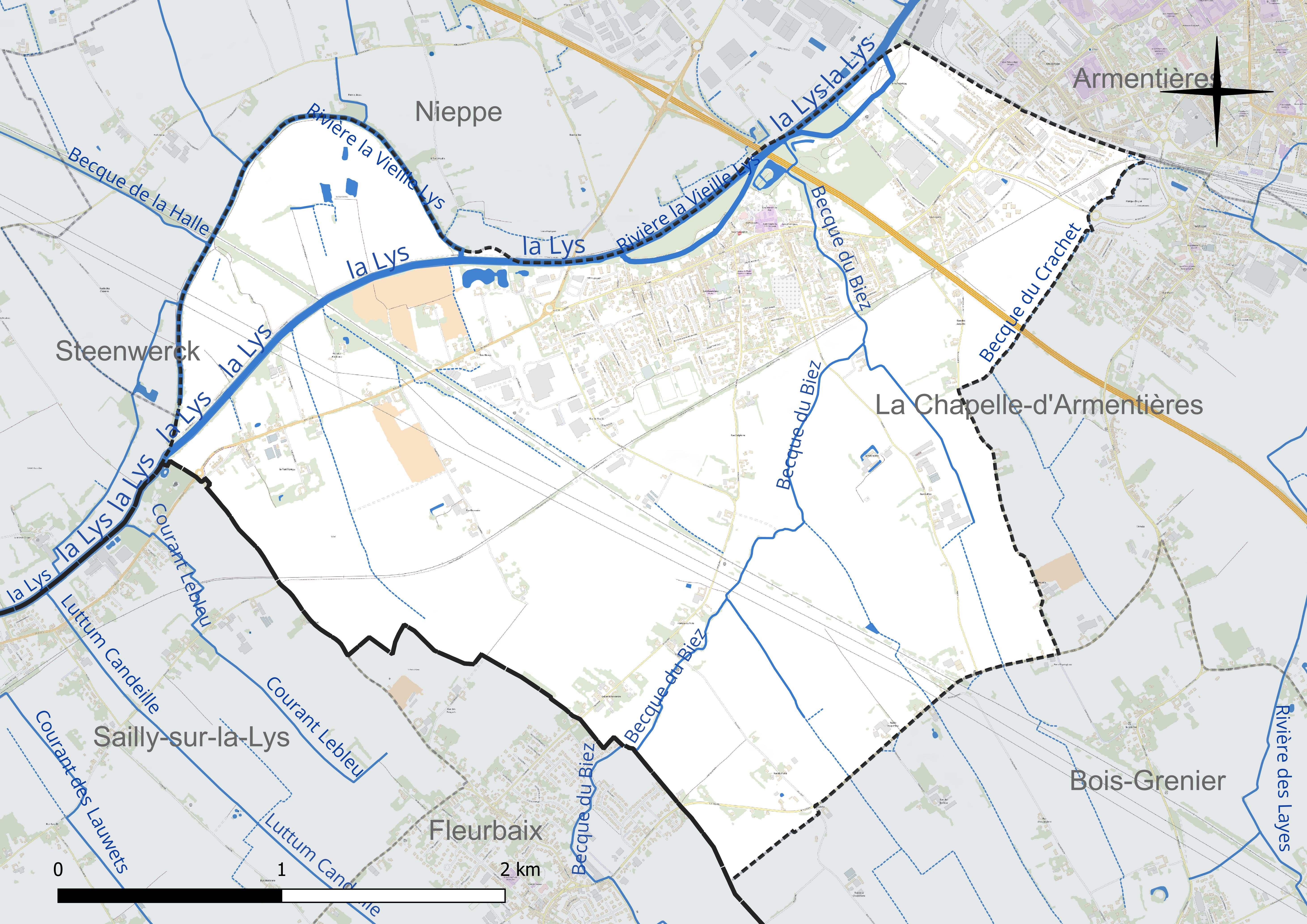
Réseau hydrographique d'Erquinghem-Lys.

#### Gestion et qualité des eaux
Le territoire communal est couvert par le schéma d'aménagement et de gestion des eaux (SAGE) « Lys ». Ce document de planification concerne un territoire de 1 835 km2 de superficie, délimité par le bassin versant de la Lys. Le périmètre a été arrêté le 29 mai 1995 et le SAGE proprement dit a été approuvé le 6 août 2010, puis révisé le 20 septembre 2019. La structure porteuse de l'élaboration et de la mise en œuvre est le syndicat mixte pour l'élaboration du SAGE de la Lys (SYMSAGEL). 
La qualité des cours d'eau peut être consultée sur un site dédié géré par les agences de l'eau et l'Agence française pour la biodiversité. 

### Climat
Pour des articles plus généraux, voir Climat des Hauts-de-France et Climat du Nord.
En 2010, le climat de la commune est de type climat océanique dégradé des plaines du Centre et du Nord, selon une étude du CNRS s'appuyant sur une série de données couvrant la période 1971-2000. En 2020, Météo-France publie une typologie des climats de la France métropolitaine dans laquelle la commune est exposée à un climat océanique et est dans une zone de transition entre les régions climatiques « Nord-est du bassin Parisien » et « Côtes de la Manche orientale ». 
Pour la période 1971-2000, la température annuelle moyenne est de 10,6 °C, avec une amplitude thermique annuelle de 14 °C. Le cumul annuel moyen de précipitations est de 699 mm, avec 12 jours de précipitations en janvier et 8,5 jours en juillet. Pour la période 1991-2020, la température moyenne annuelle observée sur la station météorologique la plus proche, située sur la commune de Lesquin à 21 km à vol d'oiseau, est de 11,3 °C et le cumul annuel moyen de précipitations est de 740,0 mm,. Pour l'avenir, les paramètres climatiques de la commune estimés pour 2050 selon différents scénarios d'émission de gaz à effet de serre sont consultables sur un site dédié publié par Météo-France en novembre 2022.

## Urbanisme

### Typologie
Au 1er janvier 2024, Erquinghem-Lys est catégorisée centre urbain intermédiaire, selon la nouvelle grille communale de densité à sept niveaux définie par l'Insee en 2022.
Elle appartient à l'unité urbaine d'Armentières (partie française), une agglomération internationale regroupant dix  communes, dont elle est une commune de la banlieue,,. Par ailleurs la commune fait partie de l'aire d'attraction de Lille (partie française), dont elle est une commune de la couronne,. Cette aire, qui regroupe 201 communes, est catégorisée dans les aires de 700 000 habitants ou plus (hors Paris),.

### Occupation des sols
L'occupation des sols de la commune, telle qu'elle ressort de la base de données européenne d'occupation biophysique des sols Corine Land Cover (CLC), est marquée par l'importance des territoires agricoles (79,5 % en 2018), en diminution par rapport à 1990 (85,1 %). La répartition détaillée en 2018 est la suivante : 
terres arables (67,5 %), zones urbanisées (17 %), zones agricoles hétérogènes (11,9 %), zones industrielles ou commerciales et réseaux de communication (3,5 %). L'évolution de l'occupation des sols de la commune et de ses infrastructures peut être observée sur les différentes représentations cartographiques du territoire : la carte de Cassini (XVIIIe siècle), la carte d'état-major (1820-1866) et les cartes ou photos aériennes de l'IGN pour la période actuelle (1950 à aujourd'hui).

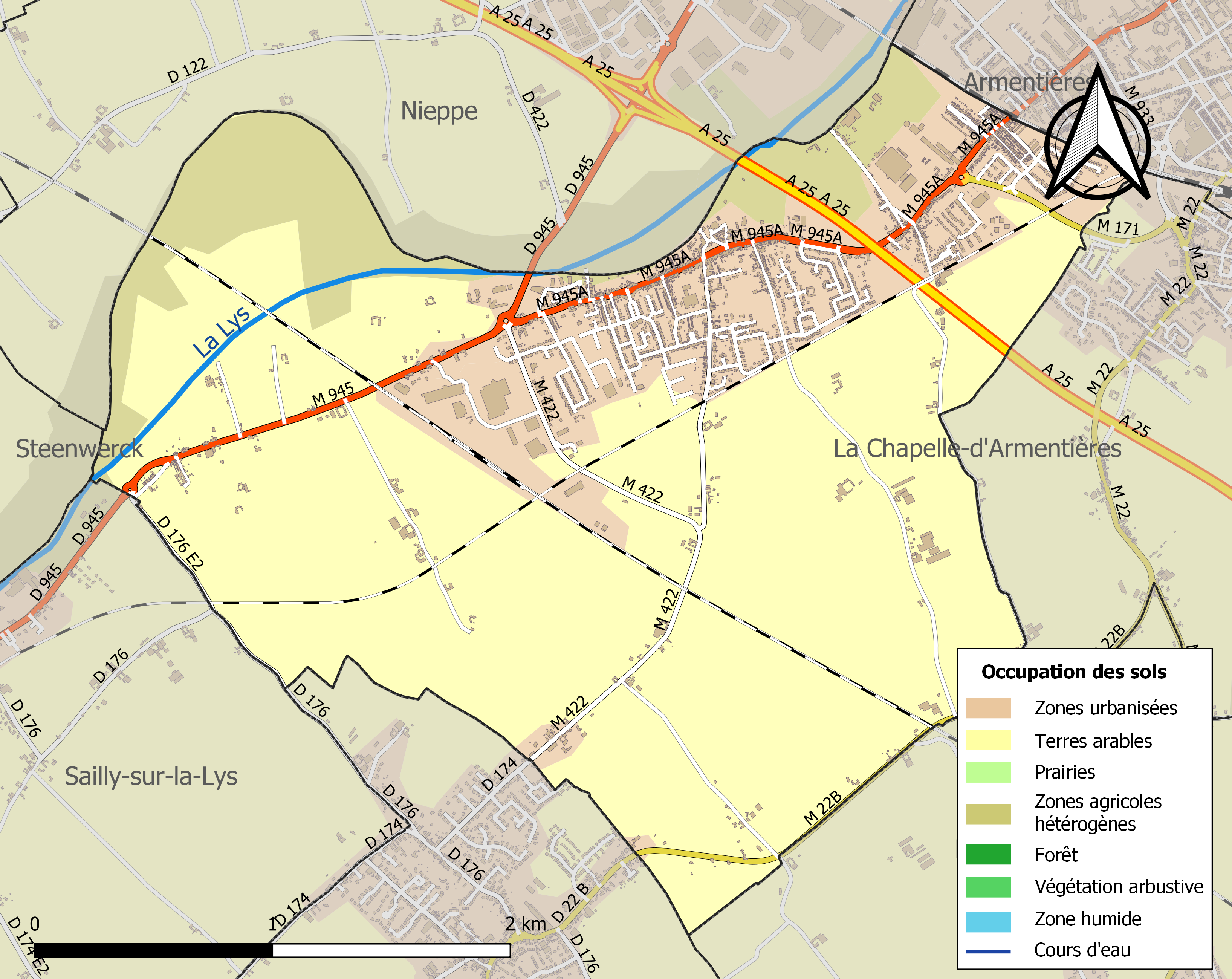
Carte des infrastructures et de l'occupation des sols de la commune en 2018 (CLC).

### Voies de communication et transports
La commune est desservie, en 2023, par la ligne 80 et la ligne de transport à la demande 22R du réseau Ilévia ainsi que par les lignes 910 et 911 du réseau interurbain Arc-en-Ciel 1.

## Toponymie
L'origine du nom de la ville provient de l'anthroponyme germanique Ercan, du suffix collectif -ing désignant l'entourage de cet homme, de heim désignant l'habitation et le foyer. Cela peut se traduire littéralement par "habitation des hommes d'Ercan".

## Histoire
Vers la fin du IXe siècle, les Vikings remontent la Lys et attaquent la ville. En 1214, Ferrand de Flandre se retourne contre Philippe II Auguste qui fait raser le château d'Erquinghem-Lys. En 1647, Luis de Benavides Carrillo établit ses quartiers à Erquinghem lors du siège d'Armentières. Le village devient français en 1668.
Avant la Révolution française, Erquinghem est le siège d'au moins une seigneurie et de fiefs donnant à leur propriétaire le titre de seigneur.
Au XVIe siècle, Guillaume Petitpas, fils de Jean, seigneur des Oursins à Verlinghem, de Duretête à Annappes, bourgeois de Lille et de Marie de Bailleul, dame de la Gacherie et de La Moussonnerie, devient bourgeois de Lille le 12 juillet 1523. Il meurt le 14 septembre 1558. Il a considérablement augmenté ses biens : il achète le fief de Carnin à Gondecourt le 15 juin 1529, la Pontenerie à Roubaix le 4 janvier 1532, la Tannerie à Wattrelos en 1533, la Mousserie à Roubaix, Warcoing, Gamans à Lesquin le 20 mars 1539, le Quesnoy à Wasquehal en 1549, Champagne à Deulémont le 27 septembre 1550, le Petit Erin à Erquinghem-Lys en 1551, la Haye en 1554. Il se marie en 1523 avec Jeanne Segon, fille de Noël, et de Louise du Croquet. Son épouse meurt le 16 mai 1584. Elle est enterrée à côté de son mari, dans la chapelle Sainte-Anne de l'église Sainte-Catherine de Lille.
Désiré-François-Dominique Déliot (1738-1799), écuyer, est le seigneur de la Croix et d'Erquinghem, et probablement le dernier seigneur de la commune, la Révolution ayant aboli les seigneuries et autres titres de noblesse. Il est le fils d'Hippolyte-Joseph-Ignace Déliot, écuyer, seigneur des Roblets, bourgeois de Lille, et de Marie-Joseph-Colette Petitpas, dame de Carnin. Il nait en août 1738 (baptisé le 5 août), nommé enseigne au régiment de Dauphin infanterie le 20 décembre 1755, passe lieutenant le 16 avril 1756, grand bailli d'Halluin de 1784 à 1788, grand bailli des États de la Flandre wallonne, créé comte de la Croix en 1781. Il meurt le 13 juillet 1799, à l'âge de 61 ans, ou en 1790. Il épouse à Lille le 16 avril 1771 Marie-Joséphine-Séraphine du Chambge de Liessart (1752-1811), fille de Charles-Eubert du Chambge de Liessart, chevalier, seigneur de Liessart, de Douay en Roncq, conseiller du roi en ses conseils, premier président du bureau des finances et domaines de la généralité de Lille, dit le président Liessart, et de Marie- Emmanuelle-Josèphe-Thérèse Turpin. Marie Joséphine nait à Lille en mars 1752 et y meurt le 26 mars 1811, quelques années après être rentrée d'émigration. Un de leurs enfants est mort dans son château d'Erquinghem sans laisser d'enfants, le titre de comte de Déliot de la Croix a été repris par son frère aîné.
Pendant la Révolution, il ne fut pas facile de faire adopter par la population le nouveau calendrier républicain, sans qu'il soit très évident de connaitre la ou les raisons de cette résistance : difficulté de changer les habitudes ou résistance plus ou moins ouverte au nouveau pouvoir. La Flandre intérieure très catholique n'appréciait pas notamment les mesures prises contre la religion. Le président du comité révolutionnaire d'Erquinghem-Lys se plaint en thermidor an II (mi juillet-mi août 1794) que les esprits sont troublés par le remplacement du dimanche par le décadi. Celui-ci est censé être férié à la place du dimanche, mais certains travaillent le jour du décadi et ne travaillent pas le jour du dimanche.
Le 15 janvier 1871 le ballon monté Vaucanson s'envole de la gare d'Orléans à Paris alors assiégé par les Prussiens et termine sa course à Erquinghem-Lys après avoir parcouru 240 kilomètres.
Durant la Première Guerre Mondiale, les soldats britanniques et les réfugiés de Bois-Grenier partagent la vie des habitants. Lors de l'Offensive du Printemps 1918, les obus allemands rasent la ville.

## Héraldique
| Armes de Erquinghem-Lys (Nord) | Les armes de Erquinghem-Lys se blasonnent ainsi :"D'or au lion de sable, à la bande componée d'argent et de gueules brochant sur le tout". |

## Politique et administration

### Liste des maires
Maire de 1802 à 1807 : L. Lemettre,.
Maire en 1808 : Bouchery.
| Période                                  | Période          | Identité                  | Étiquette | Qualité                                   |
| ---------------------------------------- | ---------------- | ------------------------- | --------- | ----------------------------------------- |
| Les données manquantes sont à compléter. |                  |                           |           |                                           |
| 1878                                     | 1884             | Auguste-Célestin Morel    |           |                                           |
|                                          |                  |                           |           |                                           |
| 1919                                     | 1927             | Georges Vanspranche       |           |                                           |
| 1927                                     | 1940             | Jules Émile Dewilde       |           |                                           |
| Les données manquantes sont à compléter. |                  |                           |           |                                           |
| mai 1945                                 | octobre 1947     | Charles Braem (1881-1961) |           | Ouvrier tisseur, syndicaliste             |
| octobre 1947                             | mars 1971        | Albert Leroy              | MRP       | Directeur commercial de tissage           |
| mars 1971                                | 1975 (démission) | Gilbert Aubin             |           |                                           |
| 1975                                     | mars 2001        | Luc Vandorpe              |           | Médecin                                   |
| mars 2001                                | En cours         | Alain Bézirard            | DVD       | Restaurateur 15e vice-président de la MEL |

### Instances judiciaires et administratives
La commune relève du tribunal d'instance de Lille, du tribunal de grande instance de Lille, de la cour d'appel de Douai, du tribunal pour enfants de Lille, du tribunal de commerce de Tourcoing, du tribunal administratif de Lille et de la cour administrative d'appel de Douai.

## Population et société

### Démographie

#### Évolution démographique
L'évolution du nombre d'habitants est connue à travers les recensements de la population effectués dans la commune depuis 1793. Pour les communes de moins de 10 000 habitants, une enquête de recensement portant sur toute la population est réalisée tous les cinq ans, les populations de référence des années intermédiaires étant quant à elles estimées par interpolation ou extrapolation. Pour la commune, le premier recensement exhaustif entrant dans le cadre du nouveau dispositif a été réalisé en 2007.

En 2022, la commune comptait 5 349 habitants, en évolution de +5,27 % par rapport à 2016 (Nord : +0,51 %, France hors Mayotte : +2,11 %).
| 1793  | 1800  | 1806  | 1821  | 1831  | 1836  | 1841  | 1846  | 1851  |
| ----- | ----- | ----- | ----- | ----- | ----- | ----- | ----- | ----- |
| 2 163 | 2 303 | 2 345 | 2 073 | 2 053 | 2 010 | 2 059 | 2 049 | 2 194 |

| 1856  | 1861  | 1866  | 1872  | 1876  | 1881  | 1886  | 1891  | 1896  |
| ----- | ----- | ----- | ----- | ----- | ----- | ----- | ----- | ----- |
| 1 622 | 1 823 | 1 827 | 1 853 | 2 058 | 2 224 | 2 331 | 2 385 | 2 418 |

| 1901  | 1906  | 1911  | 1921  | 1926  | 1931  | 1936  | 1946  | 1954  |
| ----- | ----- | ----- | ----- | ----- | ----- | ----- | ----- | ----- |
| 2 624 | 2 787 | 2 927 | 2 166 | 2 690 | 2 908 | 2 725 | 2 585 | 2 892 |

| 1962  | 1968  | 1975  | 1982  | 1990  | 1999  | 2006  | 2007  | 2012  |
| ----- | ----- | ----- | ----- | ----- | ----- | ----- | ----- | ----- |
| 3 257 | 3 456 | 3 658 | 3 949 | 4 355 | 4 495 | 4 507 | 4 509 | 4 734 |

| 2017  | 2022  | - | - | - | - | - | - | - |
| ----- | ----- | - | - | - | - | - | - | - |
| 5 158 | 5 349 | - | - | - | - | - | - | - |

#### Pyramide des âges
La population de la commune est relativement jeune.
En 2018, le taux de personnes d'un âge inférieur à 30 ans s'élève à 38,8 %, soit en dessous de la moyenne départementale (39,5 %). À l'inverse, le taux de personnes d'âge supérieur à 60 ans est de 20,9 % la même année, alors qu'il est de 22,5 % au niveau départemental.
En 2018, la commune comptait 2 527 hommes pour 2 766 femmes, soit un taux de 52,26 % de femmes, légèrement supérieur au taux départemental (51,77 %).
Les pyramides des âges de la commune et du département s'établissent comme suit.
| Hommes | Classe d’âge | Femmes |
| ------ | ------------ | ------ |
| 0,2    | 90 ou +      | 1,1    |
| 4,9    | 75-89 ans    | 6,6    |
| 13,6   | 60-74 ans    | 15,2   |
| 19,9   | 45-59 ans    | 19,3   |
| 21,3   | 30-44 ans    | 20,3   |
| 16,7   | 15-29 ans    | 18,1   |
| 23,4   | 0-14 ans     | 19,5   |

| Hommes | Classe d’âge | Femmes |
| ------ | ------------ | ------ |
| 0,5    | 90 ou +      | 1,4    |
| 5,3    | 75-89 ans    | 8,1    |
| 14,8   | 60-74 ans    | 16,2   |
| 19,1   | 45-59 ans    | 18,4   |
| 19,5   | 30-44 ans    | 18,7   |
| 20,7   | 15-29 ans    | 19,1   |
| 20,2   | 0-14 ans     | 18     |

## Lieux et monuments
- La motte féodale du Château, inscrite à l'inventaire des monuments historiques en 1980[40]. Le château, construit au XIIIe siècle, est visible sur plusieurs cartes et plans. Complètement détruit en 1814, il est remplacé par une habitation de plaisance, elle-même détruite en 1867. Les anciennes pierres du château ont servie à construire une chapelle qui ne résiste pas à la Première Guerre Mondiale[22].
- L'église Saint-martin est reconstruite en 1923. La presse locale la qualifie de « véritable joyau d'art, reconstruit en style gothique ». La flèche s'élance jusqu'à plus de 47 mètres. Au dessus du porche se trouvent les blasons de tous les seigneurs d'Erquinghem. Elle héberge des fonts baptismaux datant de 1567, créés à la suite des saccages des calvinistes[22].
- L'ancienne usine de blanchiment Mahieu, rue des Frères Mahieu, inscrite à l'inventaire des monuments historiques en 2000[41].
- Le musée d'histoire locale retraçant les différents événements historiques s'étant produits à Erquinghem-Lys.
- Le monument aux morts anglais (dans le cimetière).

## Pour approfondir

## Galerie

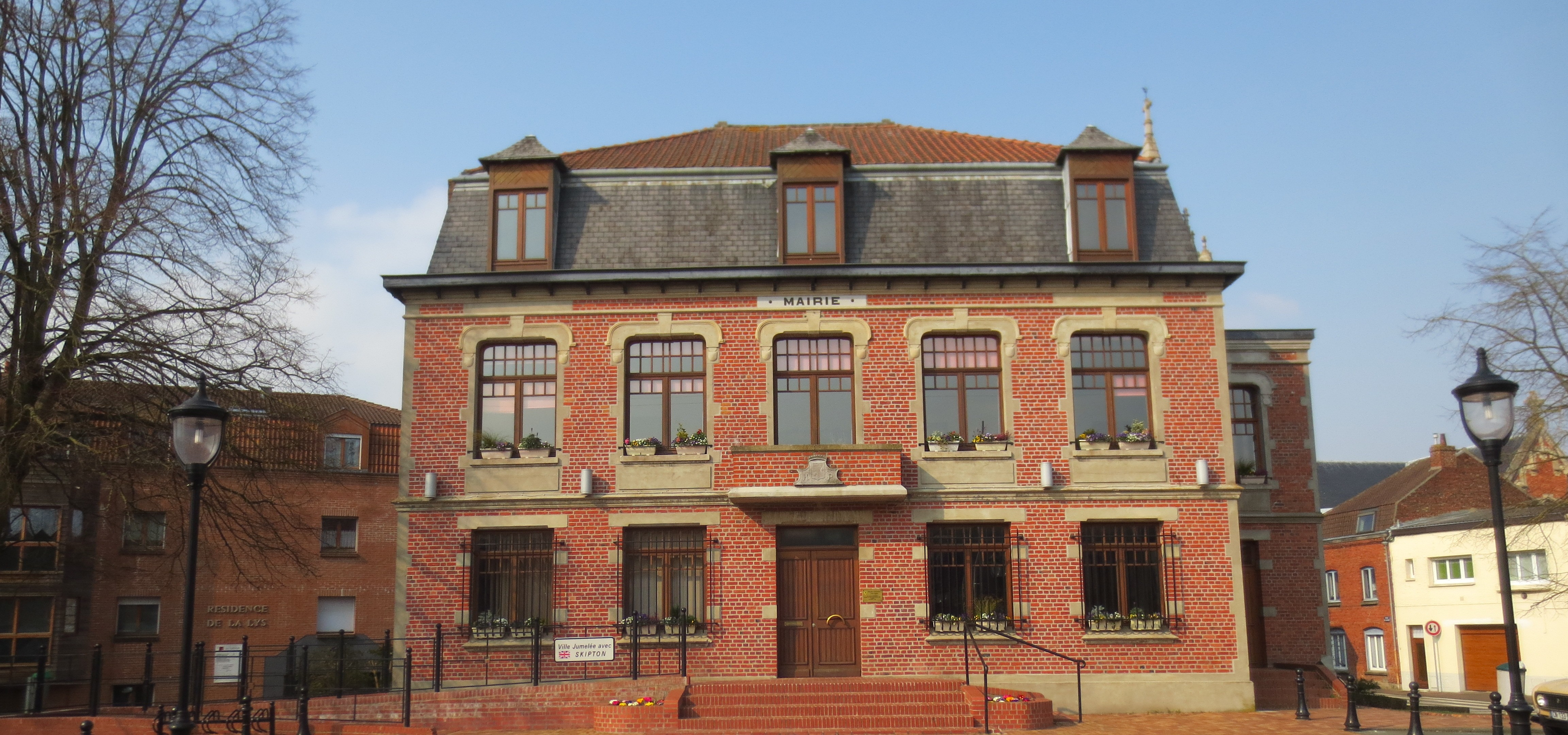
La mairie.
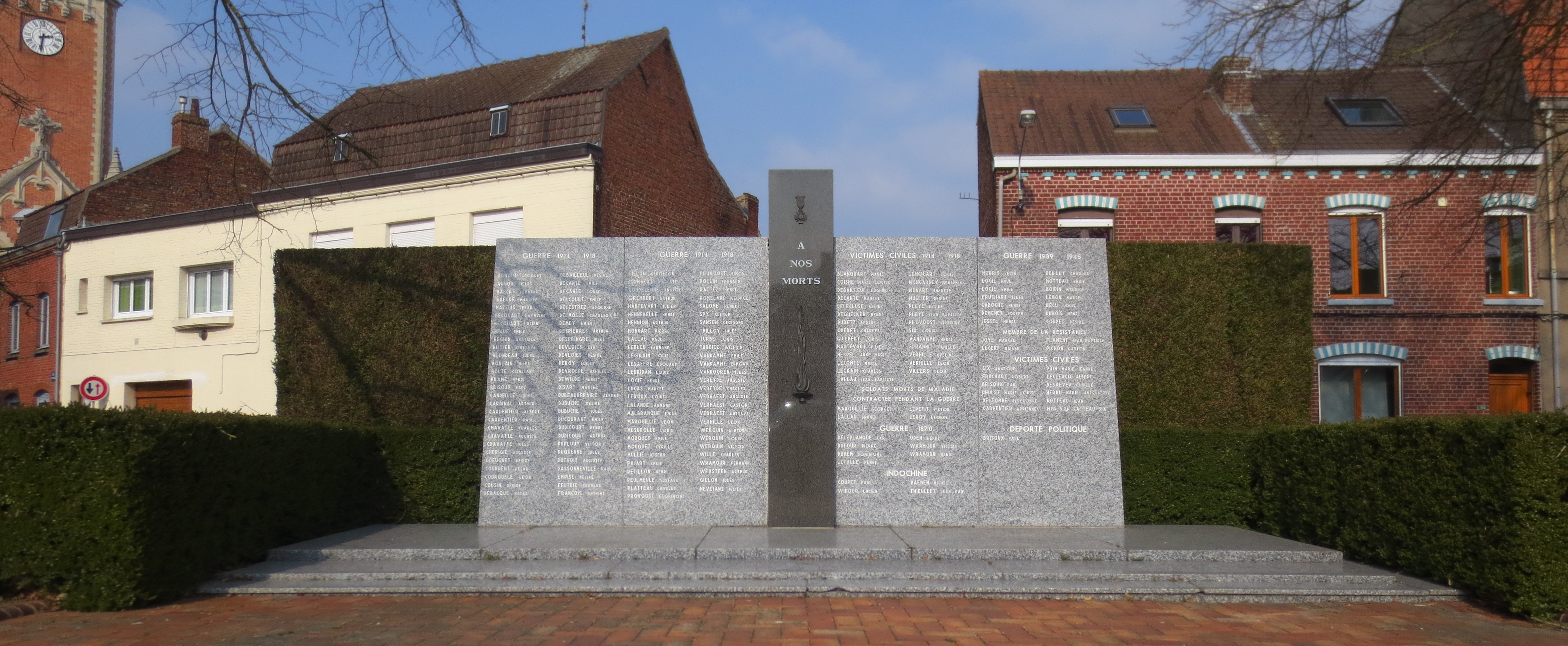
Le monument aux morts.
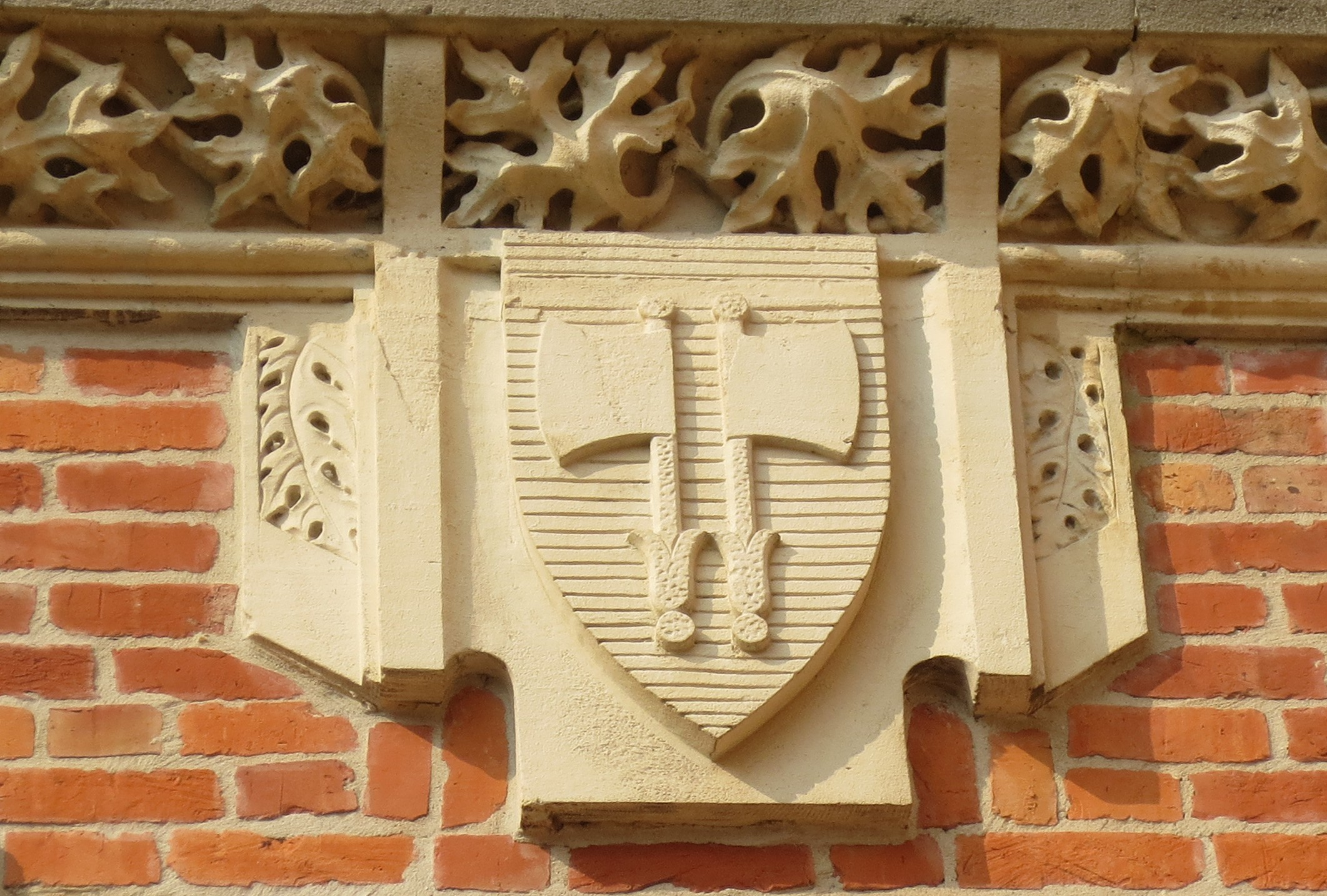
L'armoirie.
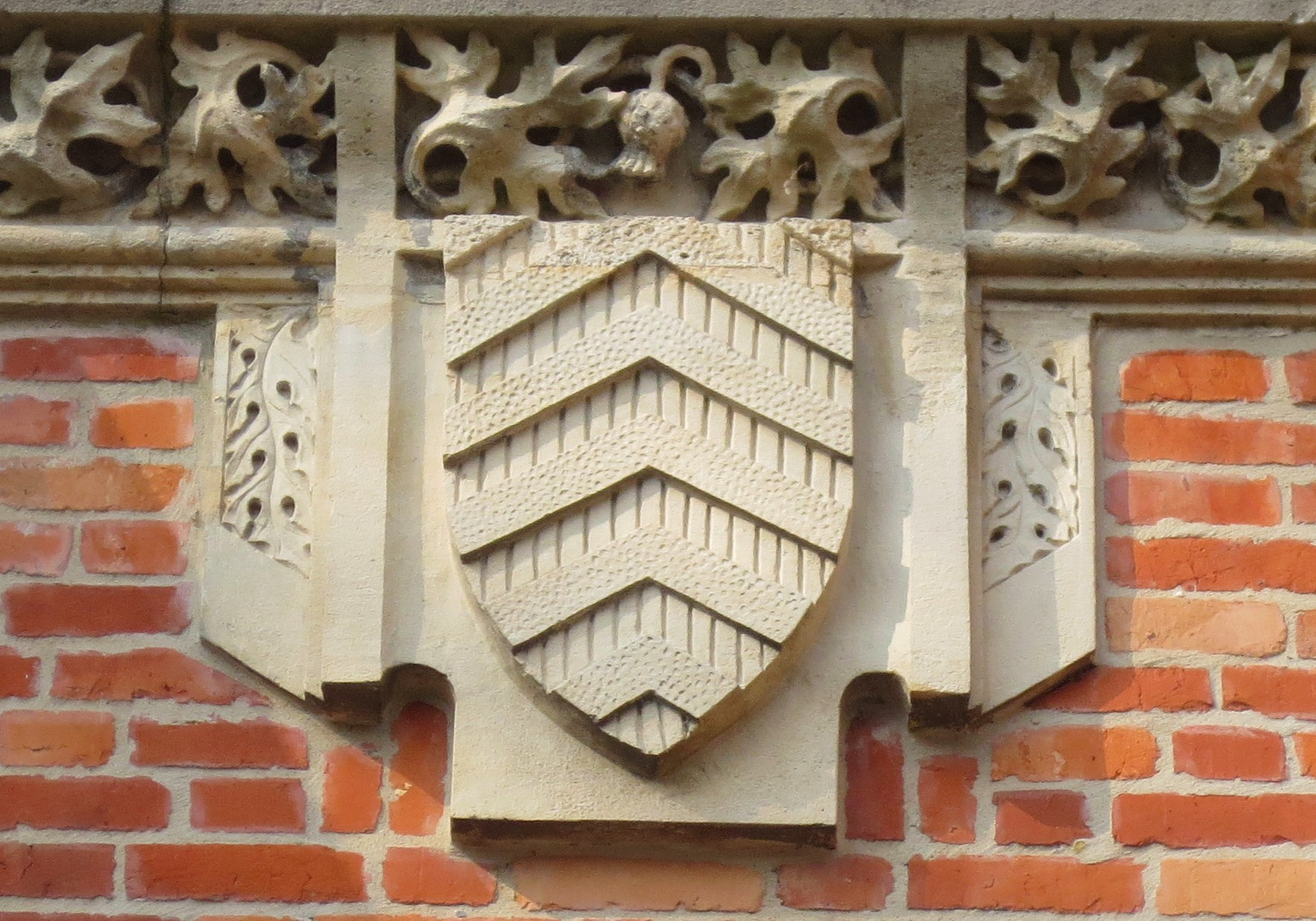
Le blason.
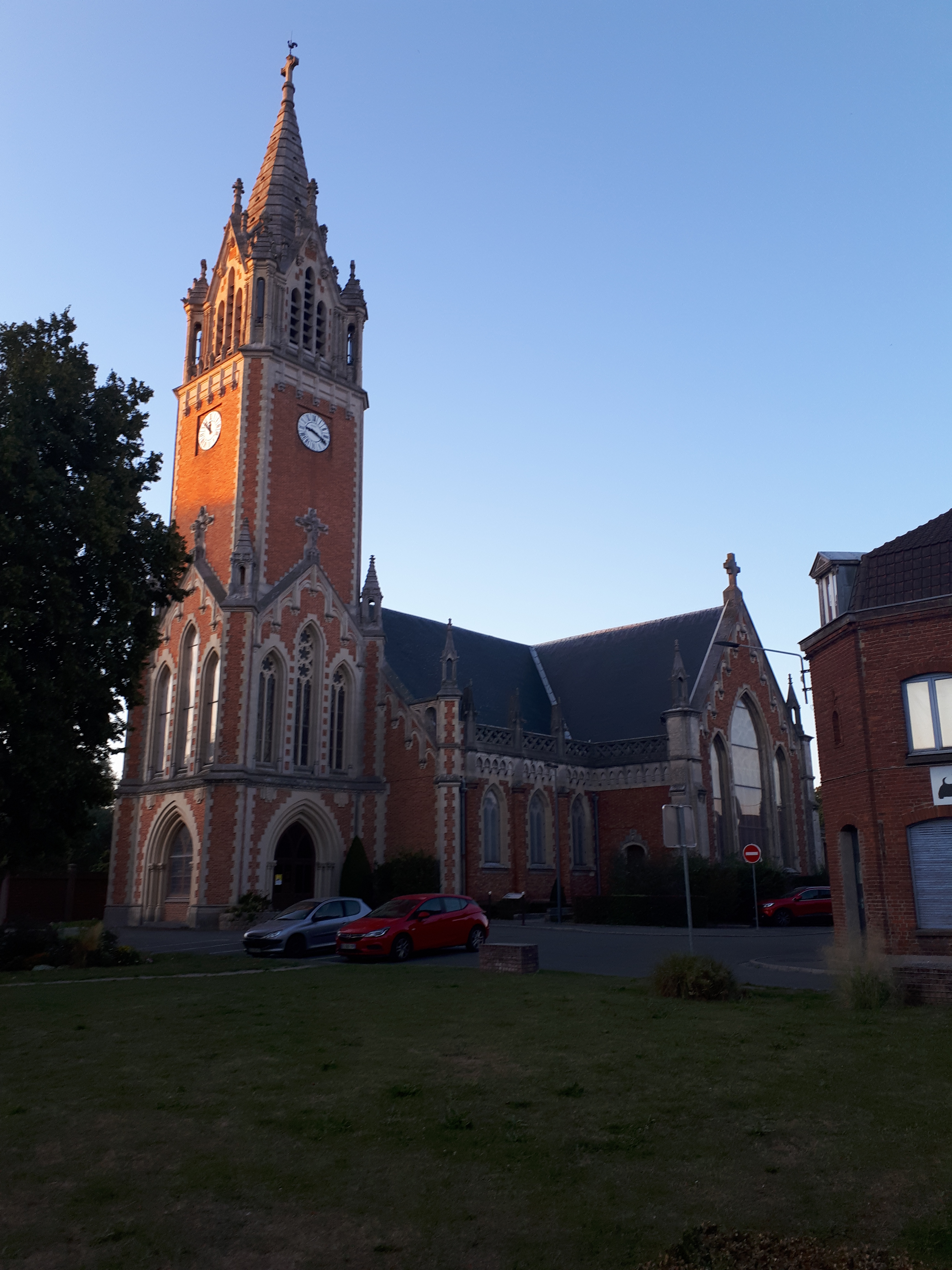
Église Saint-Martin
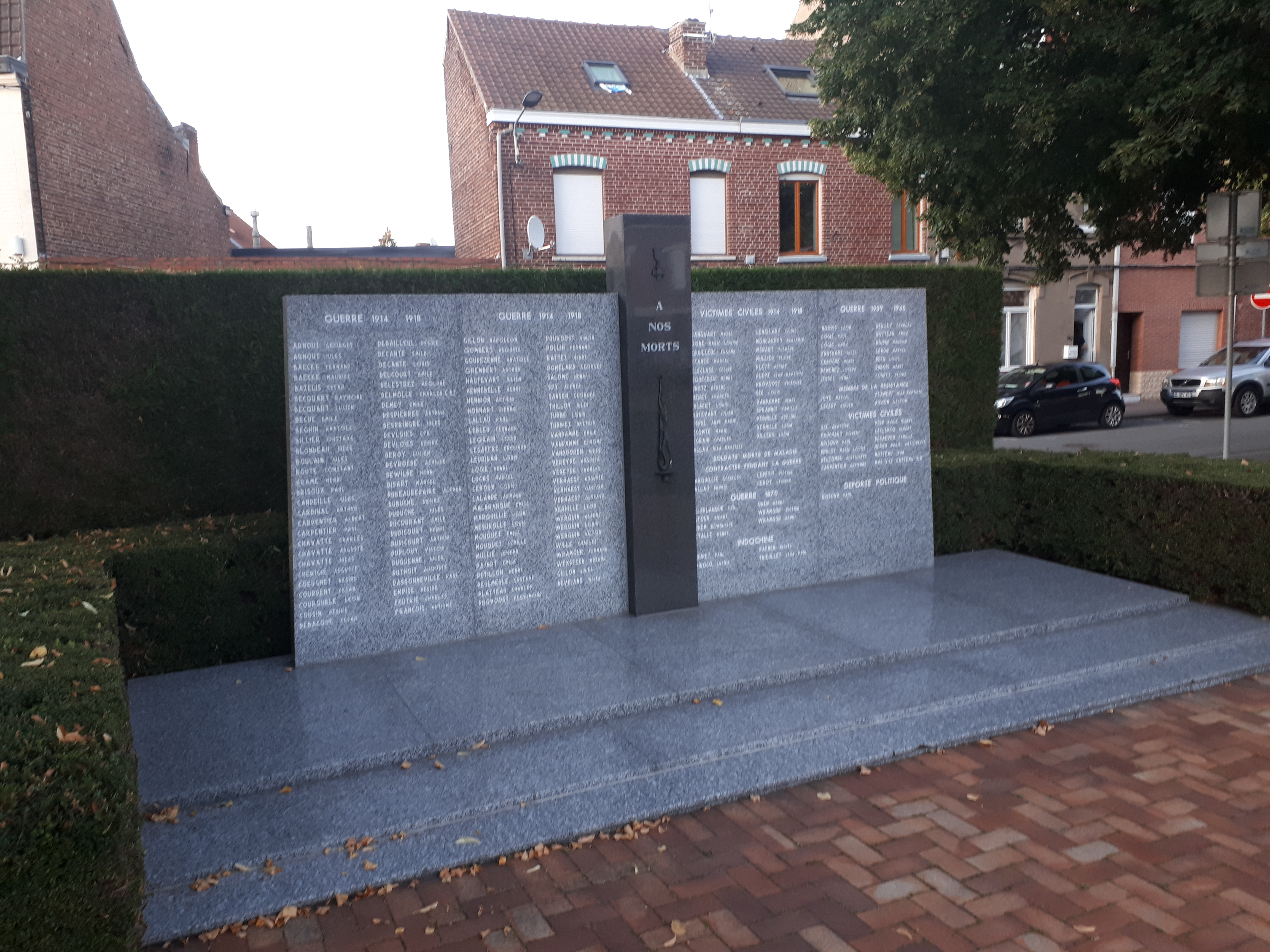
plaque commémorative